# Nemcia rubra
Nemcia rubra là một loài thực vật có hoa trong họ Đậu. Loài này được Crisp mô tả khoa học đầu tiên.